# 台湾民主国の国旗

裏面。

台湾民主国の国旗（たいわんみんしゅこくのこっき、繁: 臺灣民主國國旗）は、台湾民主国の藍（青）地に黄色の虎が描かれた国旗である。
そのデザインから藍地黄虎旗（繁: 藍地黃虎旗）や黄虎旗（繁: 黃虎旗）とも呼ばれる。